# Эз-Зубайр (город)
Эз-Зубайр (араб. الزبير‎) — город в Ираке в провинции Басра. Расположен в 10 км к юго-западу от города Басра на высоте 22 м над уровнем моря.
Название города связано с тем, что здесь похоронен Аз-Зубайр ибн аль-Аввам — сахаба и один из наиболее успешных полководцев Абу Бакра и Умар ибн Хаттаба.